# Половихин, Сергей Александрович
Сергей Александрович Половихин (5 августа 1954 — 28 августа 1995) — советский футболист, нападающий, полузащитник.
С 1972 года — в составе московского «Торпедо». В 1974—1975 годах провёл за клуб 11 матчей в чемпионате и два — в Кубке СССР. В дальнейшем играл за команды второй лиги «Динамо» Вологда (1975—1977), «Судостроитель» Николаев (1978), «Сатурн» Рыбинск (1979—1980).